# Squatina aculeata
O anjo-espinhoso (Squatina aculeata) é um peixe cartilaginoso do gênero Squatina.
Essa espécie se encontra em perigo crítico. É considerada uma das espécies mais raras de tubarões conhecidas até hoje e uma das três espécies de tubarões-anjo que habitam o Mediterrâneo.

## Descrição
Possui grandes espinhos no topo da cabeça, enfileirados nas costas. Sua coloração é marrom claro manchado de marrom escuro, com pontos brancos dispostos na cabeça e em parte do corpo. Possui manchas escuras na cabeça, dorso, base das nadadeiras e cauda.

## Ecologia
S. aculeata é uma espécie costeira e de plataforma que habita as encostas superiores do Atlântico Oriental tropical e temperado quente. O anjo-espinhoso vive em fundos arenosos e lamacentos do oceano, em profundidades de 30 a 500 m.
O comprimento observado deste tubarão na maturidade é de 120-122 cm para machos e 137-143 cm para fêmeas. A duração da geração da espécie é estimada em aproximadamente 15 anos, com base em dados de seu parente, o S. californica.

## Distribuição
A espécie ocorre ao longo da costa sul do Mediterrâneo, da Argélia até a bacia oriental, e ao longo da costa norte da Turquia, possivelmente até a Albânia. 
É confirmado como existente na Tunísia, Sicília, Israel, norte de Chipre, Turquia, Ilhas do Egeu e leste da Grécia continental. A sua presença é incerta na Argélia, Sardenha, Malta, Líbia, Egipto, Palestina, Líbano, Síria, sul de Chipre, Creta, oeste da Grécia continental e Albânia (dados não publicados de E. Meyers 2019). No Atlântico Oriental, existe no Senegal, na Gâmbia e na Serra Leoa. A sua presença é incerta na Mauritânia, Guiné-Bissau, Guiné e Libéria.

## Conservação
O anjo-espinhoso era um predador comum e importante em grandes áreas de sua plataforma costeira e habitat de encosta continental (30 a 500 m de profundidade) no Mar Mediterrâneo e Atlântico Oriental. A maior parte desta região está agora sujeita a intensa pesca demersal, e a espécie é altamente suscetível em todas as fases da vida à captura acidental em redes de arrasto demersais, redes fixas, dragas e palangres de fundo que operam na maior parte da sua área de distribuição e habitat. A pressão da pesca industrial e artesanal é intensa e muitas vezes não regulamentada nesta região e suspeita-se que continuará ao nível atual ou aumentará no futuro.
Como resultado dessas pressões, sua abundância diminuiu drasticamente durante os últimos 50 anos; agora é extremamente incomum na maior parte de sua distribuição, e muitos registros de tubarões-anjo são relatados apenas em nível de gênero. Ao longo da costa da África Ocidental, esta espécie é capturada ocasionalmente como captura acessória nas redes de arrasto industrial e na pesca artesanal com redes de emalhar. Os dados de desembarques portugueses da frota que opera ao largo de Marrocos e da Mauritânia, agregados para as três espécies nativas de tubarão-anjo combinadas, indicam um declínio de 95% nas capturas por unidade de esforço (CPUE) de 1990 a 1998. Os dados disponíveis desta região indicam que há muito poucos registros recentes. Suspeita-se que a espécie tenha sofrido declínios globais de pelo menos 80% em toda a sua distribuição ao longo das últimas três gerações (~45 anos), e é provável que a captura acidental continue.
A Comissão Geral das Pescas do Mediterrâneo adotou uma medida para proibir a retenção, o transbordo, os desembarques, o armazenamento, a exposição e a venda de 24 espécies, incluindo as três espécies nativas de tubarão-anjo do Mediterrâneo listadas no Anexo II da Convenção de Barcelona do Protocolo relativo às Áreas Especialmente Protegidas e à Diversidade Biológica no Mediterrâneo.